# 人民公正黨
人民公正党，简称公正党，是马来西亚的一个中间偏左政党，也是政党联盟希望联盟中的国会第二大执政党。现今的人民公正党是国民公正党及马来西亚人民党在2003年合并而成，其主要前身国民公正党于1999年4月4日创党。
人民公正党大力提倡社会正义及反腐败的议程。该党的理念注重于废除新经济政策，并推动非以种族区分的方法来消除贫困和纠正经济失衡问题的政策。

## 历史

### 早期[來源請求]

国民公正党时期的党旗

1997年的亚洲金融危机冲击着马来西亚的经济，时任马来西亚财政部长兼副首相安华·依布拉欣立刻制定了一系列的经济改革和紧缩措施应对。当危机恶化时，他提出争议性的“反贪污法令”修正案，寻求增加反贪污局的权力。不过首相馬哈迪·莫哈末拒绝了紧缩措施，并宣布革除安华的所有官职。
这起事件引起了舆论哗然，以及引发了著名的烈火莫熄运动，安华接着被不正常性行为（肛交）和滥权含有政治动机的指控而被监禁。
随着烈火莫熄的气势，安华的妻子旺阿兹莎带领了社会公正运动（马来语：Pergerakan Keadilan Sosial）。不过申请成为政党时面对问题，烈火莫熄运动成员就把马来西亚穆斯林社会联盟进行重组，1999年4月4日成立了国民公正党，以面对1999年的全国大选。该党和民主行动党、马来西亚伊斯兰党和马来西亚人民党组成替代阵线与执政党联盟国民阵线对决。

### 逮捕
在1999年9月27日和30日之间，七位活跃人士包括人民公正党的领袖蔡添强、哥巴拉克里斯南、青年团团长依占、阿兹敏阿里、法鲁斯依祖丁和巴德鲁阿敏被逮捕而被禁参政五年。接着2001年4月10日政府再以内安法令逮捕及监禁其他人。后来他们被称为烈火莫熄10人（Reformasi 10）。

### 1999年马来西亚大选
该党在众多领袖被逮捕的情况下参与了大选，结果获得五个国会议席及获得11.67%的选票。替代阵线整体获得了40.21%的选票，伊斯兰党获得27席和民主行动党获得10席。

### 与马来西亚人民党合并
大选后国民公正党跟马来西亚人民党商讨两党合并的可能性，并于2002年7月5日签了谅解备忘录。2003年8月3日两党正式合并，并使用现今的名字－人民公正党。

### 2004年大选
随着党章的修改获得社团注册局的批准，人民党参选人在2004年大选得以使用国民公正党的标志参选。
人民公正党在这次大选表现惨淡，只赢得一个国会议席，即旺阿兹莎的峇东埔席位，同时也只赢得9%的总选票。这次的表现不佳后来被认为是选区划分不公及杰利蝾螈的因素所致，有个估计表明，平均一个国阵政府选票等值于28张公正党选票。

### 安华被释放
2004年9月4日，马来西亚联邦法院推翻了安华的肛交案指控而被释放。安华的释放让大选表现惨淡而士气萎靡不振的人民公正党来说是个大转折。

### 2008年马来西亚大选
2008年举行的第12届大选中，人民公正党夺得了31个国会议席，民主行动党和泛马回教党也分别获得了28和23个议席。跟国阵的140席相比，反对党取得82席，创造了当时马来西亚反对党历史上最好的成绩。他们成功地阻挡国阵获得超过修宪所需的三分之二议席。
人民公正党同时在州立法议会选举中取得成功，在吉兰丹、吉打、槟城、霹雳和雪兰莪五州与行动党和伊斯兰党组成联合政府。该党中选的代表卡立依布拉欣和莫哈末法鲁斯（现已辞职退党，由曼梳奥曼取代）分别担任雪兰莪州务大臣及槟城州第一副首席部长。

### 安华回归政治
马来西亚政府在2008年3月6日把在野党领导人安华描绘为政治叛徒，试图在逼近3月8日的投票日间抵消他会成为执政联盟的威胁。3月7日结束的竞选期，马来西亚在野党是否会因为少数民族宗教群体的华人及印度人的不满而有所斩获。经过3月8日的投票，选举成绩显示执政党失去三分之二国会优势，十二个州立法议会中有5个被在野党斩获。执政党受挫的原因主要是自1957年执政国家以来不断增加的罪案，通货膨胀及紧张的种族关系。
2008年4月14日，安华自十年前他被革职副首相后，庆祝自己正式回归政治舞台。其中一个主要原因是在他掌托下，在野党夺下超过三分之一的国会席位及执政五个州属。约一万名支持者在集会中祝贺安华回归政治。在集会中，警方阻扰安华并强迫他停止近半小时的集会。
党主席旺阿兹莎在2008年7月31日辞去峇东埔国会议席，以制造补选让刚解除担任公职限制的安华重返国会。安华最后在8月26日的投票结果大胜对手，以16,210多数票打败巫统的阿力夏，28日在国会宣誓就职。而后安华策划916变天计划，试图招揽国阵30名国会议员跳槽在野党以推翻国阵政府但失败了。

### 其他发展
2005年12月公正党召开第二届全国代表大会。在大会里通过了一项新经济议程的决议，试图以非种族的经济政策取代以种族为基础的新经济政策。
公正党在2006年5月成功参与砂拉越政治。在砂拉越州选举，身为律师的黄锦河代表党在古晋国席下，华裔占多数的浮罗岸州议席当选。同时在马来－马兰诺人的沙利巴（Saribas）州议席仅以微差的94票落选。砂拉越是国阵的传统票仓。
公正党也追求积极的策略，招揽政治内外的人士入党。2006年7月，前牙直利及国民投资机构公司总裁卡立依布拉欣受委党总财政。前国大党青年团成员K.S.纳鲁班，及沙巴著名的卡达山裔政治人物，隶属国阵成员党的沙巴团结党主席，百林吉丁岸的胞弟杰菲里吉丁岸（现沙巴立新党主席）也加入了公正党。
2009年7月25日前国大党副主席S.S.苏巴马廉和国大党12个来自八打灵再也、中路和巴生支部党员跳槽公正党。

### 加影行动
2014年，党策略局主任兼副主席拉菲兹发动加影行动，试图推翻第14任雪州大臣卡立及让党实权领袖安华取而代之。最后计划失败，让雪州民联政府触发了为时9个月的政治风波及宪政危机，雪州王室也卷入其中。因为公正党开除卡立党籍而导致失去一个州席和一个国席。最后公正党无法选择属意的州务大臣，苏丹委任党署理主席阿兹敏阿里为第15任州务大臣。多数分析员认为加影行动是个大失败。

### 派系斗争
人民联盟在2015年瓦解後，人民公正黨因此分裂成以署理主席阿茲敏阿里為首的聯伊派（倾向伊斯蘭黨）和副主席拉菲茲南利為首的反伊派（反伊斯蘭黨）。阿兹敏派系认为没有了伊斯蘭党的支持，希盟将在大选全军覆没，因此必須继续与伊斯蘭黨保持盟友關係。拉菲兹派系則认为人民公正黨不能与渐行渐远的伊斯兰党再继续合作下去。应该尽早切断跟伊斯蘭党的关系，以便希盟能够更专注和有更多时间为“没有伊斯蘭党的大选”作准备，提高希盟的胜算。这两种意见衍生了许多事件，导致两个派系关系恶化。两派斗争的最高峰时，以蔡添强、祖莱达为首的25位阿兹敏派系中央理事联署召开中央理事会，要求当时的党主席旺阿茲莎解释成立希望聯盟的目的。中央理事联署召开中央理事会，要求主席作出解释。尔后拉菲茲派系的士拉央国会议员梁自坚，也因为人民公正党一直就伊斯蘭党关系上拖泥带水而辞去政治局委员一职。拉菲兹和阿兹敏对政局的看法，也深深地影响他们派系的决定。阿兹敏认为执政中央机会渺茫，无论如何必须保住雪蘭莪州这个人民公正党掌政的“血脉”，阿茲敏“穩住雪蘭莪州”的看法，讓他派系的决定凡事以雪蘭莪州为重心。为了保住雪蘭莪州，阿兹敏派系继续与伊斯蘭党合作。國家诚信党作为希望聯盟盟党，因此无法取代伊斯蘭党的公职和资源，更投诉被雪蘭莪州政府边缘化，阿茲敏主政的雪蘭莪州政府为伊斯蘭党提供的资源，给了他们足够的“弹药”到希望聯盟的选区跟自家人打三角战。拉菲兹则认为唯有执政中央安华才有机会被释放，而执政中央的条件不会从天而降，必须自行创造。

### 公正黨派系鬥爭
2018年马来西亚大选中，希望联盟胜出大选，安华随即获得特赦重归政坛。安华与人民公正党名誉主席的妻子旺阿兹莎联合，在同年10月13日，安华以希望联盟的公正党旗帜，成功在波德申补选中胜出。之后在11月的公正党选举中， 安华正式担任公正党主席，成为该党真正的「实权领袖」，时任首相马哈迪·莫哈末也承诺，会在两年内交权给安华 。与此同时，与安华同属政党的阿兹敏阿里则在署理主席之战中，击退亲安华派的拉菲兹，成功担任署理主席职位，两人在公正党内形成两大势力。
2019年6月13日，马来西亚媒体之间流传「男男性爱的短片」，引发政治风波。短片内显示，一名貌似阿兹敏的人士与另一名男主角发生性行为，但时任首相马哈迪力挺阿兹敏，称短片可能造假，而且具有政治意图。安华派系对阿兹敏立场非常强硬，促请他应该告假接受调查或辞职，安华也发出“若真的涉及就该辞职”，让两人关系进一步破裂。自此之后，阿兹敏的立场开始改为力挺马哈迪任相直到期满为止。
同年11月，希盟在柔佛2019年丹绒比艾补选惨败后，阿兹敏在布城的官邸召见22名巫统和5名公正党国会议员。尽管没有公布会见内容，但这也让阻挡安华任相和组织后门政府的消息不胫而走。
12月7日举行的公正党大会中，安华与阿兹敏的派系出席党大会，准备提出休战。但是，安华在大会上发表致词时引用马六甲王朝叛徒的历史典故，指内斗导致马六甲被葡萄牙人侵略，让在座的党员将矛头指向阿兹敏，引发阿兹敏的派系强烈不满，并拉大队集体离席，期间更发生冲突事件。隔日，阿兹敏在创党地点吉隆坡万丽酒店举行的千人晚宴上指出，心痛过去20年来一直为公正党奋斗，但在20年后的12月7日却被指背信弃义。安华与阿兹敏正式公开翻脸，两派阵营均不愿向另一派妥协。
2020年2月23日，阿兹敏与敌对阵营的在野党联盟国阵、马华公会、伊斯兰党和巫统领袖，在八打灵再也的喜来登酒店进行会面，其中张发虎也参与其中。
公正党领袖以阿兹敏企图夺权和组织后门政府的背叛行为，宣布2月24日开除阿兹敏和支持他的祖莱达党籍。阿兹敏随后率领10名公正党议员出走， 阿兹敏与安华正式决裂。同日，马哈迪宣布辞去土团党主席和首相职位，导致希望聯盟政权垮台。
2月28日，阿兹敏率领10名国会议员改为支持慕尤丁任相。

### 2020年政治危机
自从政治危机开始以来，许多公正党的基层成员宣布脱离该党。公正党的三名吉兰丹分支机构的领导人宣布，他们将在党副主席阿兹敏和祖莱达被解职并被开除后，于2月26日离开该党。2月28日，巴西富当分支机构的大约2,000名成员离开党，表示对党的领导感到失望。3月1日，来自亚庇分支的536名成员也退出了该党，理由是他们不再相信该党的方向。3月1日，槟州公正党逾3000名党员宣布集体退党，隔日再有200人退党。3月2日，霹雳州大约有400名公正党成员也离开了该党。3月12日，柔佛峇株巴辖逾500名公正党员宣布退党。随后，3月15日，来自玻璃市分支机构的500名成员宣布退出。他们也引用自己对安华领导下的公正党失去信心，认为该党已经失去了对国家建设的关注，而只着眼于向该党主席安华的权力移交。
公正党随后展开对党员的开除和清算行动，加剧了该党的分裂，也是导致马来西亚各州属的公正党国州议员倒戈国民联盟的原因之一。8月20日，600名退出土团党的人士宣布加入公正党，他们表示对土团党的斗争感到失望而选择退党，并表示土团党背叛了人民，他们对领导层已经失去信任。

### 2022年马来西亚大选&安华出任首相
随后在2021年马六甲州选举和2021年砂拉越州选举中，公正党都全军覆没，未赢得一席。即便在2022年柔佛州选举以自家旗帜上阵，结果只以137微差多数票赢取一席武吉峇都。不过在2022年马来西亚大选中，希望联盟兼公正党主席安华首次领导希盟出战全国大选，公正党在这次选举中竞选100国席。除了合作伙伴统民党外，希盟四党都以希盟旗帜上阵大选。安华也从森美兰州波德申国席移转到霹雳州打扪国席硬战国民联盟署理主席兼时任青年体育部长阿末费沙，结果安华以3716张多数票击败了国盟的阿末费沙，成功赢得打扪国席。公正党在这次大选中也赢回部分叛徒选区，如鹅唛、安邦、昔加末、高渊等选区。希望联盟+统民党在这次选举中赢取82席，当中公正党也赢取31席，成为赢得最多席位的政治联盟。这时马来西亚出现了悬峙议会，出现没有任何一方掌握简单多数支持组政府的局面。不过在11月24日，国家元首苏丹阿都拉委任安华出任马来西亚第10任首相，希望联盟再次成为执政联盟，也与国民阵线、砂拉越政党联盟、沙巴人民联盟、人民复兴党、社会民主和谐党、马来西亚全民党以及独立人士合作，共同成立团结政府，安华也得以在马来西亚国会下议院掌握了148议员多数支持，安华也是第一位来自多元种族政党的首相。

## 领导层

### 2025-2028
| - 主席: - 安华 - 顾问: - 主席：旺阿兹莎 - 副主席：赛胡先阿里 - 署理主席: - 努鲁依莎 - 副主席: - 阿米鲁丁沙利（选举） - 拉玛南（选举） - 阿敏努丁·哈仑（选举） - 郑立慷（选举） - 罗兰·恩根（委任） - 总秘书: - 傅芝雅 - 总财政: - 梁自坚 - 宣传主任: - 法米法兹 - 组织秘书: - 黄洁冰 - 选举主任: - 努鲁依莎 - 赛夫丁纳苏迪安 - 通讯局主任: - 阿当阿德里 - 青年团总团长: - 卡米尔慕敏 - 青年团署理总团长: - 依祖安卡欣 - 妇女组主席: - 法丽娜西迪 - 妇女组署理主席: - 祖薇莉雅祖基菲利 - 策略局主任: - 阿克玛纳斯鲁拉 - 政策局主任: - 黄基全 - 教育局主任: - 马智礼马烈 - 纪律委员会主席: - 再诺沙马 | - 最高理事(党选): - 法米法兹 - 阿当阿德里 - 曾敏凯 - 古纳拉加 - 阿兹兰希尔米 - 马智礼马烈 - 吴俊益 - 诺阿丽娜 - 黄洁冰 - 阿邦祖基菲里 - 茜蒂艾沙 - 艾迪曼 - 阿克玛纳斯鲁拉 - 阿米迪 - 李健聪 - 诺阿赞 - 赛依布拉欣 - 古玛瑞山 - 沈春祥 - 西瓦玛拉 - 最高理事(委任): - 赛夫丁纳苏迪安 - 容里依萨 - 马诺兰莫哈末 - 阿旺胡塞尼 - 阿布哈菲兹 - 莫哈末阿芬迪沙烈 - 诺阿兹曼莫哈末 - 华岚 - 州主席: - 玻璃市: 诺阿敏·阿末 - 吉打: 赛夫丁纳苏迪安 - 吉兰丹: 莫哈末苏巴拉迪 - 登嘉楼: 再努丁阿旺 - 槟城: 莫哈末阿都·哈密 - 霹雳: 莫哈末海鲁 - 彭亨: 阿末法尔汉 - 雪兰莪: 阿米鲁丁沙利 - 联邦直辖区: 阿兹曼·阿比丁 - 森美兰: 阿敏努丁·哈仑 - 马六甲: 三苏依斯干达 - 柔佛: 扎丽哈·慕斯达法 - 沙巴: 慕斯达法沙末 - 砂拉越: 阿末纳吉·佐哈里 |

## 意识形态
人民公正党党章的核心原则其中一项是建立一个“拥有民主，进步和团结社会的国家”。在实践中，该党主要着重于社会正义，经济正义，消灭政治贪腐和非种族框架下的人权课题。

## 斗争目标
1. 实现一个进步团结的公正社会及民主国家
2. 尊重君主立宪制度、促成更稳固的国会民主、拥护人民的权利和权力、并努力修整国家政治制度以符合人们的愿望和利益。
3. 建立公正的法律自主权、自由的媒体和司法、和拥有专业原则的保安部队。
4. 保障思想、言论、行动、集会和结社自由。
5. 伊斯兰教作为联邦宗教，同时保障非伊斯兰教徒社会的宗教或信仰权利，为建立真理、公正、高尚情操、人的发展和人类的地位，鼓励宗教和普世价值观扮演的角色。
6. 以马来文作为国语和官方语文，除此之外保障人民应用、学习和用其他语言受教育的权利，并以存在于国内的所有文明遗产之优越因素为基础，鼓励马来西亚文化和艺术发展。
7. 建立公正、负责任和民主的稳固联邦政制，俾平衡州和中央政府之间的利益。
8. 提升人类尊严、爱心行善价值观、尊敬文化、维护基本人权、并在经济、政治和行政领域坚持正直诚实和公信力。
9. 实行公正和生气蓬勃，并着重公正分配和成长，没有剥削、舞弊和浪费的经济政策，以克服贫穷和防止财富集中。
10. 根据公正原则，确保马来人及砂拉越和沙巴土著的特别地位专门用来提高贫穷和被忽略阶层的社会经济地位，同时公正的照顾贫穷和被忽略的非马来人和非土著阶层，为国家团結而实现合理性。
11. 作为执政者的社会责任，提供有素质和合理收费的教育、保健、房屋、和公共交通，尤其是给予中下收入阶层者。
12. 为每个人争取和保障其工作权利，公正薪金、职业安全、和优异的生活素质。
13. 在社会生活中，提高妇女的角色和地位，照顾他们的权利和利益，确保他们达到合理阶段，不成为被歧视和剥削的牺牲者。
14. 为青少年权利和潜能的发展奋斗，并保障他们在生活的各个领域扮演有意义角色。
15. 提高原住民的生活素质，并尊重他们的风俗习惯，与他们协商后，拟定适合他们的发展计划，保护他们对习俗土地的权利。
16. 保护大自然免被毁灭，防止环境破坏并提高环境素质，确保发展是永续性的。
17. 建立公正和民主的新国际关系，实行自由和有伦理的外交政策，提供有利的环境以塑造能面对全球化挑战的知识型社会，并抗拒那些危害国家、人民和人类利益的全球化进程因素，保护国家经济、政治和安全以免附庸于世界强权利益。

## 争议

### 安华的肛交指控
2008年6月29日晚上11点3分，网络媒体当今大马报导，安华助理报警指他被安华肛交。该助理是赛夫布哈里，后来被指制造假供词而被逮捕。手机信息也指安华随后也被逮捕。
安华已经否认了这一指控，声称这是一个完整的想报复他的计划，因为他最近收集了现在的全国警察总长穆沙哈山和总检察长阿都干尼的证据，即上一次的1998-1999年间的渎职和鸡奸案审讯对他制造不利的证据。
2014年3月7日，上诉庭裁决控方的上诉，判处安华肛交案罪成，入狱5年。马来西亚联邦法院于2015年2月10日针对国会反对党领袖安华第二宗肛交案的终极上诉做出裁决，大法官驳回安华的上诉，并宣判安华肛交罪成，维持原判入狱五年。

### 公正之声出版准证被冻结
2010年6月，党喉舌公正之声的出版被冻结，因为该报指政府机构破产。内政部因不正确的报导而不满意该报的解释。同时马来西亚也冻结其他在野党喉舌报。

### 公正党清党行动
2020年马来西亚政治危机中，公正党经历大规模的退党潮，大部分退党的基层党员加入了祖莱达组建的民间组织。他们都引用自己对安华领导下的公正党失去信心，认为该党已经失去了对国家建设的关注，而只着眼于向该党主席安华的权力移交。
公正党随后展开清除亲阿兹敏阿里派系的清党行动，多名区议员和负责人被纪律开除，加剧了该党的分裂，间接导致公正党在马来西亚各州属的国州议员宣布退党，加入敌对政党的国民联盟阵营。2022年5月，公正党宣布已经完成清党行动，共有1万1000名党员离开公正党。

## 当选代表

### 国会上议院
公正党目前在马来西亚上议院占有9席。
| 委任方       | 上议员                             | 代表                               |
| ------------ | ---------------------------------- | ---------------------------------- |
| 最高元首     | 赛夫丁纳苏迪安                     | 大众                               |
| 最高元首     | 东姑赛夫鲁阿兹                     | 大众                               |
| 最高元首     | 傅芝雅                             | 大众                               |
| 最高元首     | 萨拉斯瓦蒂·坎德萨米                | 大众                               |
| 最高元首     | 阿本瑞                             | 大众                               |
| 最高元首     | 依沙亚                             | 吉隆坡                             |
| 最高元首     | 马诺兰                             | 原住民                             |
| 檳城州议会   | 阿米尔卡扎里                       | 檳城                               |
| 森美蘭州议会 | 阿末阿占韩查                       | 森美蘭                             |
| 总数         | 最高元首 (7), 槟城 (1), 森美兰 (1) | 最高元首 (7), 槟城 (1), 森美兰 (1) |

### 国会下议院
公正党目前在马来西亚下议院占有31席。
| 玻璃市 | 无 | 无 | 无 | 无 | 无 |
| 吉打   | P015 | 双溪大年 | 莫哈末道菲·佐哈里 | | |
| 吉兰丹 | 无 | 无 | 无 | 无 | |
| 登嘉樓 | 无 | 无 | 无 | 无 | |
| 檳城   | P047 | 高渊 | 法丽娜西迪 | | |
| 檳城   | P052 | 峇央峇鲁 | 沈志勤 | | |
| 檳城   | P053 | 浮羅山背 | 莫哈末峇迪亚 | | |
| 霹靂   | P062 | 和丰 | 柯沙文 | | |
| 霹靂   | P063 | 打扪 | 安华·依布拉欣 | | |
| 霹靂   | P071 | 务边 | 陈家兴 | | |
| 霹靂   | P077 | 丹绒马林 | 郑立慷 | | |
| 彭亨   | 无 | 无 | 无 | 无 | |
| 雪蘭莪 | P097 | 士拉央 | 梁自坚 | | |
| 雪蘭莪 | P098 | 鹅唛 | 阿米鲁丁沙利 | | |
| 雪蘭莪 | P099 | 安邦 | 罗诗雅 | | |
| 雪蘭莪 | P100 | 班登 | 拉菲兹 | | |
| 雪蘭莪 | P104 | 梳邦 | 黄基全 | | |
| 雪蘭莪 | P105 | 八打灵再也 | 李健聪 | | |
| 雪蘭莪 | P107 | 双溪毛糯 | 拉玛南 | | |
| 吉隆坡 | P115 | 峇都 | 巴拉峇卡兰 | | |
| 吉隆坡 | P116 | 旺沙玛珠 | 扎希尔·哈山 | | |
| 吉隆坡 | P118 | 斯迪亚旺沙 | 聂纳兹米 | | |
| 吉隆坡 | P121 | 班底谷 | 法米法兹 | | |
| 吉隆坡 | P124 | 敦拉萨镇 | 旺阿兹莎 | | |
| 布城   | 无 | 无 | 无 | 无 | |
| 森美蘭 | P132 | 波德申 | 阿敏努丁·哈仑 | | |
| 马六甲 | P137 | 汉都亚再也 | 阿当阿德里 | | |
| 柔佛   | P140 | 昔加末 | 华岚 | | |
| 柔佛   | P141 | 士基央 | 扎丽哈·慕斯达法 | | |
| 柔佛   | P144 | 礼让 | 赛依布拉欣 | | |
| 柔佛   | P150 | 峇都巴辖 | 翁阿布峇卡 | | |
| 柔佛   | P158 | 地不佬 | 潘伟斯 | | |
| 柔佛   | P159 | 巴西古当 | 哈山卡林 | | |
| 柔佛   | P160 | 新山 | 阿克玛纳斯鲁拉 | | |
| 納閩   | 无 | 无 | 无 | 无 | |
| 沙巴   | P171 | 实邦加 | 慕斯达法沙末 | | |
| 砂拉越 | P219 | 美里 | 赵俊文 | | |
| 总数   | 玻璃市 (0), 吉打 (1), 吉兰丹 (0),登嘉楼 (0), 槟城 (3), 霹雳 (4), 彭亨 (0), 雪兰莪 (7), 吉隆坡 (5), 布城 (0), 森美兰 (1), 马六甲 (1), 柔佛 (7), 纳闽 (0), 沙巴 (1), 砂拉越 (1) | 玻璃市 (0), 吉打 (1), 吉兰丹 (0),登嘉楼 (0), 槟城 (3), 霹雳 (4), 彭亨 (0), 雪兰莪 (7), 吉隆坡 (5), 布城 (0), 森美兰 (1), 马六甲 (1), 柔佛 (7), 纳闽 (0), 沙巴 (1), 砂拉越 (1) | 玻璃市 (0), 吉打 (1), 吉兰丹 (0),登嘉楼 (0), 槟城 (3), 霹雳 (4), 彭亨 (0), 雪兰莪 (7), 吉隆坡 (5), 布城 (0), 森美兰 (1), 马六甲 (1), 柔佛 (7), 纳闽 (0), 沙巴 (1), 砂拉越 (1) | 玻璃市 (0), 吉打 (1), 吉兰丹 (0),登嘉楼 (0), 槟城 (3), 霹雳 (4), 彭亨 (0), 雪兰莪 (7), 吉隆坡 (5), 布城 (0), 森美兰 (1), 马六甲 (1), 柔佛 (7), 纳闽 (0), 沙巴 (1), 砂拉越 (1) | 玻璃市 (0), 吉打 (1), 吉兰丹 (0),登嘉楼 (0), 槟城 (3), 霹雳 (4), 彭亨 (0), 雪兰莪 (7), 吉隆坡 (5), 布城 (0), 森美兰 (1), 马六甲 (1), 柔佛 (7), 纳闽 (0), 沙巴 (1), 砂拉越 (1) |

### 州立法议会
公正党目前在全国9个州议会拥有38名州议员。
| 玻璃市 | N8 | 英特拉稼秧岸 | 颜艾菱 | | |
| 吉打   | N28 | 峇甲亚兰 | 罗炜家 | | |
| 吉打   | N29 | 西塘 | 包旺 | | |
| 吉兰丹 | 无 | 无 | 无 | 无 | |
| 登嘉樓 | 无 | 无 | 无 | 无 | |
| 檳城   | N14 | 马章武莫 | 李凯伦 | | |
| 檳城   | N17 | 武吉丁雅 | 魏晓隆 | | |
| 檳城   | N18 | 武吉淡汶 | 吴俊益 | | |
| 檳城   | N24 | 植物园 | 李文兴 | | |
| 檳城   | N35 | 峇都蛮 | 古玛瑞山 | | |
| 檳城   | N36 | 班台惹查 | 法米再诺 | | |
| 檳城   | N37 | 峇都茅 | 莫哈末阿都哈密 | | |
| 霹靂   | N24 | 乌鲁近打 | 莫哈末阿拉法 | | |
| 霹靂   | N43 | 督亚冷塞卡 | 阿兹兰希尔米 | | |
| 霹靂   | N45 | 新邦波赖 | 黄彩仪 | | |
| 霹靂   | N46 | 迪遮 | 黄诗情 | | |
| 霹靂   | N54 | 半港 | 娃莎蒂 | | |
| 彭亨   | N13 | 士满慕 | 陈俊广 | | |
| 彭亨   | N14 | 德伦敦 | 沈春祥 | | |
| 彭亨   | - | 官委议员 | 里扎嘉敏 | | |
| 雪蘭莪 | N14 | 万挠 | 蔡伟杰 | | |
| 雪蘭莪 | N16 | 双溪杜亚 | 阿米鲁丁沙利 | | |
| 雪蘭莪 | N19 | 国际山庄 | 莫哈末甘比力卡玛鲁丁 | | |
| 雪蘭莪 | N20 | 南柏再也 | 艾迪曼 | | |
| 雪蘭莪 | N25 | 加影 | 张睑洋 | | |
| 雪蘭莪 | N32 | 斯里斯迪亚 | 莫哈末法米岳 | | |
| 雪蘭莪 | N37 | 武吉兰樟 | 潘佩玲 | | |
| 雪蘭莪 | N39 | 哥打白沙罗 | 莫哈末依祖安卡欣 | | |
| 雪蘭莪 | N40 | 哥打安格力 | 纳兹旺 | | |
| 雪蘭莪 | N46 | 巴生港口 | 阿兹米占 | | |
| 雪蘭莪 | N48 | 圣淘沙 | 古纳拉加 | | |
| 雪蘭莪 | N54 | 丹绒士拔 | 柏汉 | | |
| 森美蘭 | N13 | 小甘密 | 阿敏努丁·哈仑 | | |
| 森美蘭 | N14 | 安邦岸 | 东姑詹拉東姑蘇萊曼 | | |
| 森美蘭 | N18 | 庇劳 | 诺祖妮达 | | |
| 森美蘭 | N29 | 朱湖 | 楊文來 | | |
| 森美蘭 | N33 | 斯里丹绒 | 拉惹斯卡兰 | | |
| 马六甲 | 无 | 无 | 无 | 无 | |
| 柔佛   | N51 | 武吉峇都 | 张善深 | | |
| 沙巴   | N18 | 下南南 | 彼多卡林 | | |
| 沙巴   | N20 | 亚庇亚庇 | 刘静芝 | | |
| 砂拉越 | 无 | 无 | 无 | 无 | |
| 总数   | 玻璃市 (1), 吉打 (2), 吉兰丹 (0),登嘉楼 (0), 槟城 (7), 霹雳 (5), 彭亨 (3), 雪兰莪 (12), 森美兰 (5), 马六甲 (0), 柔佛 (1), 沙巴 (2), 砂拉越 (0) | 玻璃市 (1), 吉打 (2), 吉兰丹 (0),登嘉楼 (0), 槟城 (7), 霹雳 (5), 彭亨 (3), 雪兰莪 (12), 森美兰 (5), 马六甲 (0), 柔佛 (1), 沙巴 (2), 砂拉越 (0) | 玻璃市 (1), 吉打 (2), 吉兰丹 (0),登嘉楼 (0), 槟城 (7), 霹雳 (5), 彭亨 (3), 雪兰莪 (12), 森美兰 (5), 马六甲 (0), 柔佛 (1), 沙巴 (2), 砂拉越 (0) | 玻璃市 (1), 吉打 (2), 吉兰丹 (0),登嘉楼 (0), 槟城 (7), 霹雳 (5), 彭亨 (3), 雪兰莪 (12), 森美兰 (5), 马六甲 (0), 柔佛 (1), 沙巴 (2), 砂拉越 (0) | 玻璃市 (1), 吉打 (2), 吉兰丹 (0),登嘉楼 (0), 槟城 (7), 霹雳 (5), 彭亨 (3), 雪兰莪 (12), 森美兰 (5), 马六甲 (0), 柔佛 (1), 沙巴 (2), 砂拉越 (0) |

## 历届大选成绩
| 大选 | 当选议席数量 | 参选议席数量 | 总得票    | 得票率 | 选举结果                                    | 领袖     |
| ---- | ------------ | ------------ | --------- | ------ | ------------------------------------------- | -------- |
| 1999 | 5 / 193      | 78           | 773,679   | 11.67% | ▲5席：反对党 （替代阵线）                   | 旺阿兹莎 |
| 2004 | 1 / 219      | 80           | 617,518   | 8.9%   | ▼4席：反对党 （替代阵线）                   | 旺阿兹莎 |
| 2008 | 31 / 222     | 84           | 1,509,080 | 18.58% | ▲30席：反对党 （民联）                      | 旺阿兹莎 |
| 2013 | 30 / 222     | 99           | 2,254,211 | 20.39% | ▼1席：反对党 （民联）                       | 安華     |
| 2018 | 48 / 222     | 71           | 2,046,484 | 17.10% | ▲18席：执政党， 政变后：反对党 （希望联盟） | 旺阿兹莎 |
| 2022 | 31 / 222     | 100          | 2,406,131 | 15.41% | ▼17席：执政党 （希望联盟）                  | 安華     |

## 历届州选举成绩
| 州选举  | 玻璃市 | 吉打   | 吉兰丹 | 登嘉楼 | 槟城    | 霹雳   | 彭亨   | 雪兰莪  | 森美兰 | 马六甲 | 柔佛   | 沙巴   | 砂拉越 | 当选席/参选席 |
| 州选举  | 州议会 | 州议会 | 州议会 | 州议会 | 州议会  | 州议会 | 州议会 | 州议会  | 州议会 | 州议会 | 州议会 | 州议会 | 州议会 | 州议会        |
| ------- | ------ | ------ | ------ | ------ | ------- | ------ | ------ | ------- | ------ | ------ | ------ | ------ | ------ | ------------- |
| 2/3多数 | 2 / 3  | 2 / 3  | 2 / 3  | 2 / 3  | 2 / 3   | 2 / 3  | 2 / 3  | 2 / 3   | 2 / 3  | 2 / 3  | 2 / 3  | 2 / 3  | 2 / 3  |               |
| 1999    | 0 / 15 | 0 / 36 | 0 / 43 | 0 / 32 | 1 / 33  | 1 / 52 | 1 / 38 | 1 / 48  | 0 / 32 | 0 / 25 | 0 / 40 | 0 / 48 |        | 4 / 70        |
| 2001    |        |        |        |        |         |        |        |         |        |        |        |        | 0 / 62 | 0 / 25        |
| 2004    | 0 / 15 | 0 / 36 | 0 / 45 | 0 / 32 | 0 / 40  | 0 / 59 | 0 / 42 | 0 / 56  | 0 / 36 | 0 / 28 | 0 / 56 | 0 / 60 |        | 0 / 121       |
| 2006    |        |        |        |        |         |        |        |         |        |        |        |        | 1 / 71 | 1 / 25        |
| 2008    | 0 / 15 | 4 / 36 | 1 / 45 | 0 / 32 | 9 / 40  | 7 / 59 | 0 / 42 | 15 / 56 | 4 / 36 | 0 / 28 | 0 / 56 | 0 / 60 |        | 40 / 176      |
| 2011    |        |        |        |        |         |        |        |         |        |        |        |        | 3 / 71 | 3 / 49        |
| 2014    | 1 / 15 | 4 / 36 | 1 / 45 | 1 / 32 | 10 / 40 | 5 / 59 | 2 / 42 | 14 / 56 | 3 / 36 | 0 / 28 | 1 / 56 | 7 / 60 |        | 49 / 172      |
| 2016    |        |        |        |        |         |        |        |         |        |        |        |        | 5 / 82 | 5 / 40        |
| 2018    | 3 / 15 | 7 / 36 | 0 / 45 | 0 / 32 | 14 / 40 | 4 / 59 | 2 / 42 | 21 / 56 | 6 / 36 | 3 / 28 | 5 / 56 | 2 / 60 |        | 70 / 172      |
| 2020    |        |        |        |        |         |        |        |         |        |        |        | 2 / 73 |        | 2 / 7         |
| 2021    |        |        |        |        |         |        |        |         |        | 0 / 28 |        |        |        | 0 / 11        |
| 2021    |        |        |        |        |         |        |        |         |        |        |        |        | 0 / 82 | 0 / 28        |
| 2022    |        |        |        |        |         |        |        |         |        |        | 1 / 56 |        |        | 1 / 20        |
| 2022    | 1 / 15 |        |        |        |         | 5 / 59 | 2 / 42 |         |        |        |        |        |        | 8 / 45        |
| 2023    |        | 2 / 36 | 0 / 45 | 0 / 32 | 7 / 40  |        |        | 12 / 56 | 5 / 36 |        |        |        |        | 26 / 59       |